# Funeral of Queen Victoria
Funeral of Queen Victoria je britský němý film z roku 1901. Režisérem je Cecil Hepworth (1873–1953). Film trval zhruba 15 minut, ale dochovalo se z něj jen několik fragmentů.
Jedná se možná o první film, který zachycuje státní pohřeb.

## Děj
Film zachycoval pohřeb královny Viktorie, která zemřela 22. ledna 1901. Pohřeb se konal 2. února 1901 v Londýně za účasti několika vojáků a jezdců na koni.